# 川畑宏美
川畑宏美（日语：／ Kawabata Hiromi，1979年3月23日—），日本女子篮球运动员，曾随日本国家队参加了2004年夏季奥林匹克运动会女子篮球比赛，最终队伍获得第十名。